# Franz Xaver Strauß
Franz Xaver Strauß (* 11. Februar 1898 in Trauchgau; † 27. Juli 1966 in München) war ein deutscher Politiker (BVP und CSU).

## Leben
Strauß besuchte die Volks- und Fortbildungsschule und war anschließend hauptsächlich in der Landwirtschaft tätig. Er war Soldat im Ersten Weltkrieg und trat danach in den Dienst der Bayerischen Staatsbahn ein. Er war Mitarbeiter der Kolpingfamilie und der Christlichen Gewerkschaften. Nachdem er im Juli 1933 und im August 1944 in Schutzhaft genommen worden war, wurde er 1945 in die Laufbahn des gehobenen mittleren Diensts bei der Deutschen Bundesbahn übernommen. Er war geschäftsführendes Vorstandsmitglied des Bundesbahnsozialwerks im Bezirk München und Bundesbahn-Amtmann.
Strauß war 1933 Mitglied des Stadtrats in Pasing für die BVP. Von 1945 bis 1948 war er ehrenamtlicher Stadtrat in München. Er war Gründungsmitglied der CSU, deren Ortsverbandsvorsitzender und später Kreisverbandsvorsitzender. Am 6. November 1961 rückte er für den verstorbenen August Christian Winkler in den Bayerischen Landtag nach, dem Strauß bis zu seinem Tod angehörte. Sein Nachfolger war Hans Schreiber.